# Сидефулла
Сидефулла — святая дева английская. Дни памяти — 31 июля у Роскаррока (Roscarrock) и 2 августа в Эксетере.
Святая Сидефулла (Sidefulla), или Сидвелл (Sidwell), или Сативола (Sativola) по происхождению была скорее британкой чем англосаксонкой. В Эксетере о ней известно с незапамятных времён. Ещё до 1000 года паломники собирались у её раки. О ней упоминают Уильям Вустерский и Леланд (Leland). В позднесредневековом каталоге английских святых «Catalogus sanctorum pausantium in Anglia» имеется следующий текст:
Рождённая в Эксетере, она была убита своей мачехой,
подговорившей жнецов обезглавить её. Она была похоронена
за городом, где по её заслугам Господь Бог исцеляет больных.
Этот рассказ о злой мачехе также имеется в предании о святой Ютваре (Juthwara, память 1 июля), которая считается сестрой св.Сидвеллы. По этой причине означенное предание считается мифическим, хотя св.Сидвалла была вполне реальна.
Храм св. Сидвеллы располагается у восточных ворот Эксетера. Подле него находится святой источник, целебные свойства которого известны. Посвящение святой имеется в Лэнисте (Laneast), Корнуолл, вместе с её сестрой св. Вульфеллой (Wulvella), где также имеется святой источник.
Св.Сидвеллу изображают как девушку с косой у источника. Также её изображают несущей свою голову. Знаки косы и источника могут быть выведены из её имени.
В честь святой назван район Эксетера Сент Сидвеллс (St Sidwells).